# Azerti Motorsport
A Azerti Motorsport, anteriormente conhecida como Racing for Belgium, é uma equipa de desporto motorizado da belga fundada pelo antigo piloto Wim Coekelberghs. A equipa é financiada pelo Azerti Group, o que levou à mudança de nome da equipa.
A Racing for Belgium começou a correr na Clio Cup Belga em 2003, e em 2005 subiu  à Eurocup Mégane Trophy. No primeiro ano na Eurocup Mégane Trophy, a equipa conseguiu os títulos de pilotos e equipas, com Jan Heylen. A equipa venceu também a SEAT Leon Supercopa na Espanha em 2005 e 2006, com Oscar Nogues.
Em 2007, a equipa participou com um Alfa Romeo 156 no World Touring Car Championship, com Miguel Freitas ao volante, e participou com um Aston Martin DBRS9 no campeonato Belcar (Campeonato de GT Belga), com os pilotos Coekelberghs e Ron Marchal. Em 2008, a equipa reagrupou as suas actividades e planeou participar na SEAT Eurocup, mas ficou-se pela Clio Cup Belga.

## Superleague Fórmula
Através do nome Azerti Motorsport, a equipa começou a participar na Superleague Fórmula em 2008, onde tem operado vários clubes de futebol: em 2008, operou o PSV Eindhoven e o Al Ain FC; em 2009, opera o AC Milan, a AS Roma e o PSV Eindhoven. Alguns clubes operados pela Azerti já ganharam corridas neste campeonato.